# Aliella iminouakensis
Aliella iminouakensis là một loài thực vật có hoa trong họ Cúc. Loài này được (Emb.) Dobignard & Jeanm. mô tả khoa học đầu tiên năm 1997.